# نيجيرية قزمة (عنزة)

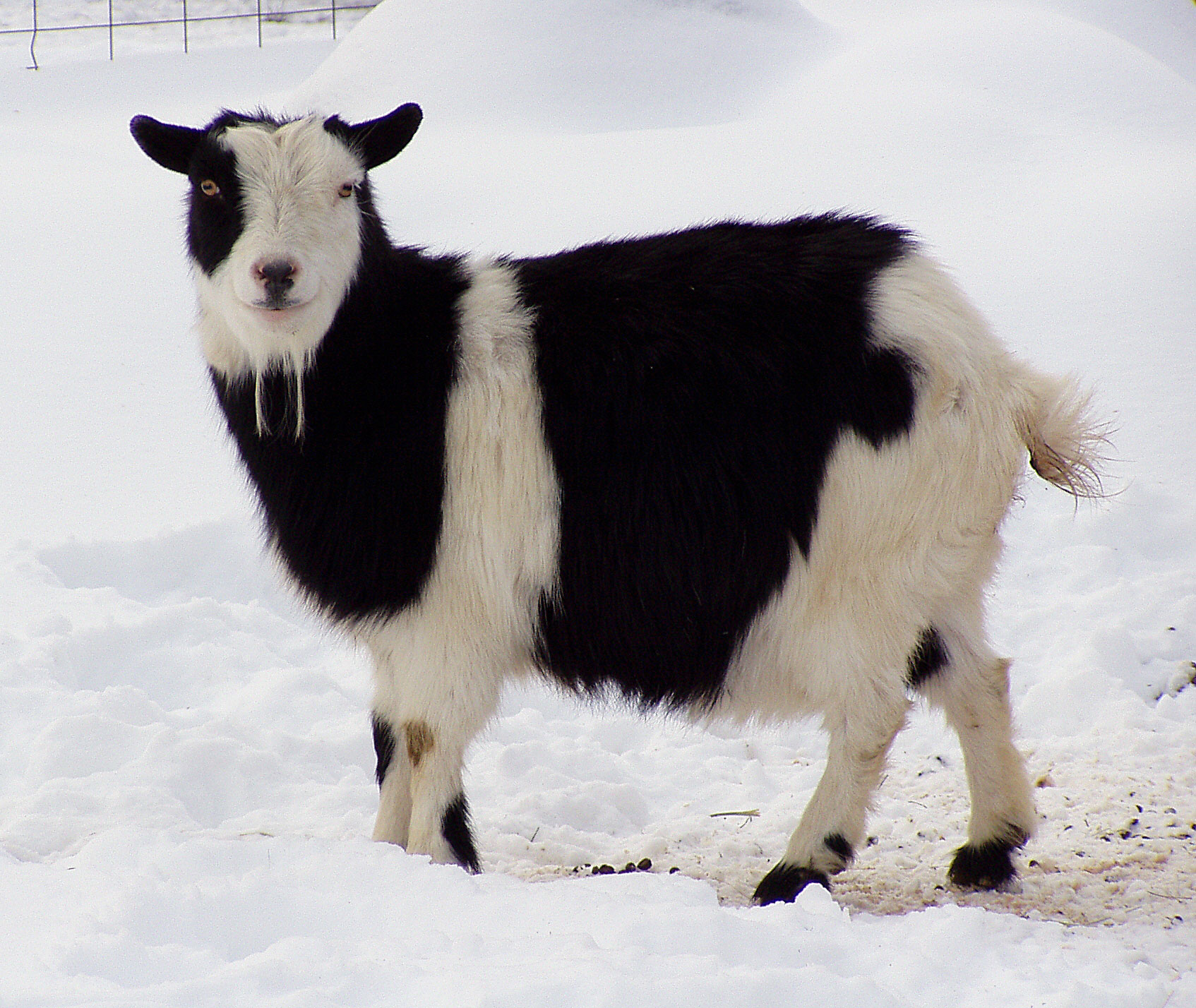
معزة من سلالة النيجيرية القزمة في مزرعة في اونتاريو ، كندا

ماعز النيجيرية القزمة (بالإنجليزية: Nigerian Dwarf (goat))‏ هي سلالة ماعز لبونة أصلها من غرب أفريقيا. أدخلت إلى الولايات المتحدة على متن السفن كغذاء للقطط الكبيرة مثل الأسود، الناجية منها أصلا تعيش في حدائق الحيوان. هواية تربية ماعز النيجيري القزم شعبية نظرا لسهولة العناية بها وقامتها القصيرة.

## وصلات خارجية
- جمعية سلالة المعزة النيجيرية القزمة بالاٍنجليزية